# Port morski Sierosław
Port morski Sierosław – mały port morski nad cieśniną Dziwną na wyspie Wolin, w woj. zachodniopomorskim, gminie Wolin, w miejscowości Sierosław. 
Położony jest we wschodniej części wyspy Wolin, na wschodnim brzegu cieśniny Dziwny na wysokości Wyspy Chrząszczewskiej.
Port Sierosław tworzy jeden mały basen portowy z nabrzeżem. W południowej części znajduje się wyciąg łodziowy.
W granicach administracyjnych portu znajduje się akwatorium o powierzchni 5100 m². W 2002 roku port miał nabrzeża o łącznej długości 100,90 m oraz umocnienie brzegowe o łącznej długości 33,55 m.
Administratorem portu jest Urząd Morski w Szczecinie. Port nie posiada bosmanatu.
Dyrektor urzędu morskiego nie określił infrastruktury zapewniającej dostęp do tego portu.
Port morski w Sierosławiu został ustanowiony przez Ministra Żeglugi w 1966 roku. 